# Радојка Николић
Радојка Николић (Лебане, 22. октобар 1952), главни је и одговорни уредник два економско-пословна месечника – Економетар и Магазин Бизнис.

## Образовање и радна биографија
Радојка Николић завршила је Филолошки факултет у Београду 1975. године. Новинарством је почела да се бави још током студија. Новинарско искуство стицала је у Радио Београду, Телевизији Београд, дневном листу Борба, Радију Студио Б. 
Од 1991. до 2006. године радила је као новинар и уредник Економске рубрике дневног листа Политика. У јануару 2006. године основала издавачку кућу НИРА ПРЕСС д. о.о која издаје Економетар и Магазин Бизнис. Од јануара до јуна 2011. године радила је као уредник Економске рубрике у недељнику НИН.

## Истраживачки рад
- Аутор је и пројект менаџер трогодишњег истраживања „Отворено о корупцији у Србији“, које је рађено у сарадњи са Фондацијом Фридрих Еберт и током кога је одржана серија округлих столова реализованих од 2001. до 2004. године[4]
- Аутор је истраживања и пројекта „Социјална слика и реформе у Србији”, организованог 2003. године у сарадњи са Фондацијом Фридрих Еберт[5]

## Награде и признања
- Годишња награда листа Политика 1995. године за најбољег новинара
- Награда Удружења пословних жена Србије „Цвет успеха за жену змаја“ 2009. године
- Главна годишња награда Београдске банкарске академије 2009. године за економску аналитику, уређивање и новинарство
- Награда часописа Табу (Taboo) „Златно перо“ 2010. године
- Годишња награда Привредне коморе Србије за најбољег економског новинара 2010. године